# К-4
К-4 — советский пассажирский самолёт К. А. Калинина. Производился в санитарном, пассажирском, аэрофотосъёмочном и других вариантах. 

## История

### Создание
В 1926 году К. А. Калинин возглавил конструкторское бюро при авиационном заводе акционерного общества воздушных сообщений «Укрвоздухпуть»(УВП), которое находилось в Харькове. Первые два года работы здесь выдались нелегкими. Несмотря на то, что были созданы  К-2 и  К-3, в УВП продолжали делать ставку на хорошо знакомые и надежные в эксплуатации самолеты немецкой фирмы «Дорнье».
В начале 1928 года Калинин приступил к созданию К-4. Работа состояла в дальнейшем совершенствовании уже созданных образцов. Она велась по договору с ЦК Российского Общества Красного Креста (РОКК), который предусматривал постройку трех санитарных аэропланов типа К-3 в улучшенном варианте. Однако результатом работ явилась фактически новая машина. Её схема повторяла предыдущие самолеты Калинина, а размеры почти соответствовали К-3. В конструкции широко использовались детали, узлы и даже целые агрегаты ранних самолетов КБ. Но были и новые решения: стабилизатор с изменяемым в полете углом установки, что дало возможность эксплуатировать самолет с большим диапазоном центровок; универсальная моторама, позволявшая без особых переделок устанавливать моторы близкой мощности разных типов. Главное же отличие заключалось в том, что у К-4 могла быть как металлическая, так и смешанная конструкция. При этом на одном и том же самолете допускалась полная взаимозаменяемость металлических и деревянных частей. Ещё одной особенностью новой машины являлось то, что изначально предполагалось создание не только санитарного варианта, но ещё двух: аэрофотосьемочного и пассажирского.
Самолёт совершил первый полёт в 1928 году и получил обозначение К-4.

## Конструкция
К-4 многоцелевой пассажирский самолет представлял собой подкосный высокоплан смешанной конструкции с классическим оперением.
Фюзеляж - прямоугольного сечения. Каркас фюзеляжа сварная ферма из стальных труб. Технологически состоит из двух частей: передняя часть, которая состоит из моторного отсека, кабины пилота и пассажирского салона и задней части. Обшивка передней части гладкая дюралевая, обшивка задней части полотняная. Впереди расположен моторный отсек с универсальной моторамой адаптированной под различные типы двигателей. Далее кабина пилота, закрытая прозрачным фонарем. За кабиной пилота находится пассажирский салон с двумя мягкими пассажирскими креслами и двухместным диваном, также в салоне расположено откидное кресло бортмеханика.
Крыло - двухлонжеронное, эллиптической формы в плане. Состоит из центроплана и двух отъёмных консолей. Силовой каркас центроплана крыла сварной из стальных труб. Консоли деревянные с проволочной растяжкой. Обшивка крыла полотняная, пропитанная эмалитом, передняя кромка крыла и законцовки - березовая фанера толщиной 1,5 мм. С каждой стороны фюзеляжа крыло подкреплено подкосами, изготовленными из стальных труб с фанерными обтекателями.
Хвостовое оперение -  однокилевое классической схемы. Киль с рулем направления. Стабилизатор подкосный с рулями высоты, эллиптический в плане. Стабилизатор переставной в полете. Каркас хвостового оперения деревянный, обшивка полотно, пропитанное эмалитом.
Шасси - двухстоечное с хвостовым костылем. Стойки пирамидальные из стальных труб, V-образные, связанные осью. На каждой стойке по одному колесу. Амортизация резиновая шнуровая. Задний костыль без колеса, подрессоренный.
Силовая установка - на различных модификациях самолета К-4 устанавливались следующие двигатели:
- BMW IV - рядный 6-цилиндровый двигатель водяного охлаждения, мощностью 240л.с.
- Junkers L-5 - рядный 6-цилиндровый двигатель водяного охлаждения, мощностью 300 л.с.

- ЗМЗ М-6 - 8 цилиндровый V-образный двигатель водяного охлаждения, мощностью 300 л.с.

Сотовые радиаторы системы охлаждения выдвигались в поток и размещались под кабиной пилота. Бензобаки размещались в крыле, подача топлива производилась самотеком. Воздушный винт деревянный двухлопастный постоянного шага.

### Аэрофотосъёмочный вариант
Опыт аэрофотосъемки в СССР уже имелся, он показал высокую эффективность этого метода, а также целесообразность создания специального самолета. В апреле 1928 года российское общество «Добролёт» заказало у «Укрвоздухпути» изготовление двух аэропланов для фотосьемок. Заказчик брал на себя обязательство поставить моторы для этих машин и уплатить за каждый готовый самолет по 53 тыс. руб.
По плану сборку первой машины должны были завершить к 1 мая. Однако эти сроки оказались абсолютно нереальными: на заводе не хватало квалифицированных кадров, оборудования, площадей, возникли проблемы со снабжением необходимыми материалами.
И все же задержка оказалась непродолжительной. Уже в июне шеф-пилот М. А. Снегирев приступил к заводским испытаниям. В их ходе обнаружились некоторые недоработки — в частности, при посадке расходились в стороны стойки шасси и лопались покрышки колес. С этими проблемами справились быстро, после чего самолет предъявили на испытания специальной комиссии во главе с командующим авиацией Украинского военного округа Ф. А. Ингаунисом. Испытания прошли успешно.
Результат подтвердил пригодность К-4 для аэрофотосъёмки. Отсутствие вибрации в кабине давало возможность получать четкие и рельефные снимки. Условия работы экипажа оказались весьма комфортными, а семичасовый запас горючего позволял значительное время находиться над объектом. В августе эту машину передали в аэрофотосъемочную службу общества «Добролет».
Серийные К-4, сведенные в аэрофотосъемочные отряды, с успехом использовались при картографировании районов Средней Азии, Западной Сибири, Урала, Центрально-Чернозёмной области, Волги, Дона, Удмуртии, Азовского моря.

### Санитарный вариант

К-4 на выставке в Берлине

В апреле 1928 г. стало известно, что Харьковскому заводу поручается к осени подготовить санитарный самолет для демонстраций на III Международной авиационной выставке в Берлине. Задание было чрезвычайно важным, поэтому к его выполнению подошли с максимальной ответственностью. Москва поставила Калинину условие: машину необходимо изготовить исключительно из отечественных материалов и комплектующих изделий, из-за чего на новом санитарном варианте К-4 вместо немецкого двигателя BMW-IV установили новый советский мотор М-6 в 300 л.с.
Выставка открылась 8 октября. Немцы с большим любопытством осматривали новый самолёт. Авторитетное жюри выставки удостоило К-4 золотой медали.
В течение последующих лет санитарные К-4 широко использовались для оказания медицинской помощи в различных районах СССР. Нашли они и боевое применение. Во время советско-финской войны эти самолеты участвовали в эвакуации раненых с Карельского перешейка в Ленинград. Полеты осуществлялись в условиях суровой зимы, при минимальной видимости и сильных морозах, которые порой доходили до минус 45°С, однако К-4 работали надежно.

### Пассажирский вариант
Летом 1928 года у Калинина появилась неожиданная возможность сравнить свою машину в совместном перелете с новейшим пассажирским самолетом Dornier Komet, который немецкая компания прислала для рекламных полетов в СССР. Испытания показали, что по своим летным данным советский аэроплан несколько превосходит германскую машину.
Воодушевленный этими результатами, Калинин добился разрешения провести испытания К-4 по маршруту особой сложности: Тифлис — Кутаиси — Гагра — Туапсе — Краснодар. В 20-х числах августа такой перелет состоялся. Он прошел успешно и подтвердил высокие летные данные новой машины. Стало ясно, что создан перспективный пассажирский самолет, способный заменить на воздушных трассах невероятно дорогую импортную технику.
Освоение самолета шло быстро. 7 ноября четыре машины прошли над колоннами жителей Харькова, участвовавших в праздничной демонстрации в честь 11-й годовщины Октября. Вскоре ещё девять К-4 приступили к рейсовым полетам на линиях УВП.
Пассажирские К-4 предназначались для перевозки 410 кг (четыре пассажира, багаж и почта). Значительный запас топлива позволял применять машины на линиях, проходивших через малонаселенные районы страны. Для расширения возможностей самолета предусматривалась возможность его эксплуатации на специально разработанных поплавках.

### Другие модификации
Мало известны факты существования оригинальных модификаций К-4. Так, в 1928 году конструкторское бюро подготовило чертежи самолета в варианте ближнего бомбардировщика. В следующем году в НИИ ВВС прошли испытания К-4 в роли летающего танкера для транспортировки 420 кг топлива в стандартных бочках. В Харькове в течение нескольких лет использовался К-4, переоборудованный под психофизическую лабораторию для исследования поведения летчиков в полёте.

### В Средней Азии
В мае 1929 года К-4 стали поступать в Казахстан и Среднюю Азию. Первый из этих самолетов получил название «Подарок Украины Казахстану».
В общей сложности в этот регион поступило более десятка К-4. Они интенсивно использовались для пассажирских перевозок, доставки необходимых приборов топографам и геодезистам, оказания срочной помощи чабанам и геологам, обеспечения строительства Турксиба.
Первый год эксплуатации К-4 в Средней Азии показал, что для климатических условий этих мест самолет смешанной конструкции мало подходит. Сделанные из дерева, обтянутые перкалью крылья от жары деформировались, покрытие лопалось — применение дешевых материалов при постройке вылилось в большие затраты при частых ремонтах и необходимость строительства дорогостоящих ангаров, без которых нормальное использование машин оказалось невозможным. Для сравнения можно сказать, что прибывшие в Туркменистан в 1924 году цельнометаллические Junkers Ju 13 в течение 5 лет стояли зимой и летом под открытым небом и продолжали неплохо выполнять свои функции. В 1928—1929 годах эти самолеты оснастили более мощными двигателями L-5, и они ещё долгие годы продолжали летать. Как уже отмечалось, Калинин предусматривал установку на К-4 цельнометаллического крыла, однако внедрить эту разработку на данной машине не удалось.

### Перелёт Харьков — Иркутск
Проведенные Калининым в конце 1928 года расчеты показали, что его новый самолет вполне мог принять участие в попытке побить мировой рекорд по продолжительности полёта. В декабре в Комиссию по перелетам при ОСОАВИАХИМе СССР поступила заявка на беспосадочный перелет Харьков — Владивосток дальностью 7100 км с целью установить мировой рекорд продолжительности полета. Предварительные проработки показывали, что К-4 с новым надежным и экономичным двигателем ВМ-4 сможет продержаться в воздухе 50 часов. Установка дополнительного топливного бака делала самолет настоящей «летающей канистрой»: более половины взлетной массы в 4000 кг приходилось на горючее. Но ВМ-4 так и не был создан. В сложившейся ситуации Калинин предложил использовать серийную машину с усовершенствованным мотором L-5 и рядом специальных доработок. Срочно разработали новый план перелета с несколькими промежуточными посадками. Он предусматривал два возможных маршрута. Первый, основной, проходил через Москву до Кургана и дальше до Красноярска и Иркутска. При благоприятных погодных условиях и надежной работе двигателя предполагался второй этап — через Читу и Хабаровск до Владивостока.
Перелет начался в ночь с 21 на 22 августа. Самолет с собственным именем «Червона Украина» стартовал с харьковского аэродрома в направлении на Москву. В его экипаж, кроме уже упомянутых Снегирева и Спирина, входил бортмеханик С. В. Кеглевич. Авиаторам предстояло выдержать немалые трудности. Сразу же их встретила сплошная облачность. В районе Курска разразилась буря. Ветер достигал скорости 22 метра в секунду. Только возле Орла буря ушла. Лететь стало легче, и самолёту удалось добраться до Москвы. Но чем дальше самолёт улетал от Москвы, тем сильнее дул встречный ветер. В конце концов мотор съел почти весь запас бензина. Лётчики совершили вынужденную посадку в Казани, чтобы пополнить топливные баки. До Иркутска «Червона Украина» ещё трижды дозаправлялась топливом в Кургане, Новосибирске и Красноярске. Практически на всех участках метеоусловия оставались сложными, и всё же экипаж успешно справился с поставленной задачей.
После короткого отдыха в Иркутске было принято решение возвращаться в Харьков из-за проблем с мотором. И как ни старался бортмеханик его отрегулировать, на обратном пути двигатель пришлось дважды менять. Только 23 сентября самолет вернулся в Харьков. В этом перелете «Червона Украина» находилась в воздухе 73 часа и преодолела 10 400 км, причем никаких замечаний к конструкции собственно самолета у летчиков не возникло.

### После перелёта

К-4 на стоянке

Для Калинина успешное завершение перелета имело особое значение. Дело в том, что при выполнении рейсовых полетов на линиях УВП произошли две катастрофы К-4. Комиссия, расследовавшая последнюю катастрофу, признала, что случившееся произошло исключительно по вине пилота. Тем не менее в адрес правления УВП были выдвинуты обвинения в халатности и бесхозяйственности, встал вопрос о прекращении постройки и эксплуатации К-4 ввиду его небезопасности. Перелёт эти вопросы снял.
Однако для Калинина проблемы повышения надежности его машины актуальности не потеряли. Из отчетов линейных летчиков он знал, что у К-4 имеются недостатки. Некоторые из них, например, спадание с направляющих тросика руля направления или ненадежность костыля, носили чисто производственный характер. Но были и конструктивные просчеты. Летчики критиковали отсутствие двойного управления, указывали на низкую надежность бензосистемы, затрудненный доступ к мотору, плохой обзор из кабины, недостаточный уровень комфорта в пассажирском салоне. Особое внимание пилоты уделили некомфортабельности салона К-4.
Несмотря на это К-4 продолжал выпускаться в высоком темпе. Потребность в самолете такого класса в СССР оставалась большой, а средств на закупку импортной техники не было. Всего этих машин построили 39 экземпляров всех модификаций.
Пассажирские К-4 интенсивно эксплуатировались на самых различных авиатрассах. В 1928 году они наряду с иностранными машинами применялись на международной линии Харьков — Баку — Пехлеви — Тегеран.
Примерно в 1930-х годах самолёт стали постепенно выводить из эксплуатации. Часть самолётов дожили до Второй мировой войны. Примерно в 1942—1945-х годах были уничтожены последние экземпляры К-4.

## Лётные данные
- Размах крыла, м: 16,75
- Длина самолета, м: 11,35
- Высота самолета, м: 2,76
- Площадь крыла, м2: 40
- Масса, кг
  - пустого самолёта: 1400
  - максимальная взлетная: 2040
- Тип двигателя: М-6
- Мощность, л.с.: 1 х 300
- Максимальная скорость, км/ч: 186
- Крейсерская скорость, км/ч: 145
- Практическая дальность, км: 1040
- Практический потолок, м: 5000
- Экипаж, чел: 2
- Пассажиры: 4

## Аварии и катастрофы
24 августа 1929 года в результате авиакатастрофы вблизи города Сочи, спасая тонущих пассажиров самолёта К-4, упавшего в море, погиб герой гражданской войны, помощник командующего Кавказской Краснознамённой армией (ККА) Ян Фрицевич Фабрициус.